# Terre Haute
Terre Haute és una població dels Estats Units a l'estat d'Indiana. Segons el cens del 2000 tenia 60.614 habitants.

## Demografia
Segons el cens del 2000, Terre Haute tenia 60.614 habitants, 30.870 habitatges, i 20.035 famílies. La densitat de població era de 736,8 habitants/km².
Dels 30.870 habitatges en un 27,2% hi vivien nens de menys de 18 anys, en un 39% hi vivien parelles casades, en un 14% dones solteres, i en un 43% no eren unitats familiars. En el 34,9% dels habitatges hi vivien persones soles el 14,1% de les quals corresponia a persones de 65 anys o més que vivien soles. El nombre mitjà de persones vivint en cada habitatge era de 2,28 i el nombre mitjà de persones que vivien en cada família era de 2,95.
Per edats la població es repartia de la següent manera: un 21,3% tenia menys de 18 anys, un 18,7% entre 18 i 24, un 26,6% entre 25 i 44, un 18,5% de 45 a 60 i un 14,9% 65 anys o més.
L'edat mediana era de 32 anys. Per cada 100 dones de 18 o més anys hi havia 95,4 homes.
La renda mediana per habitatge era de 28.018$ i la renda mediana per família de 37.618$. Els homes tenien una renda mediana de 29.375$ mentre que les dones 21.374$. La renda per capita de la població era de 15.728$. Entorn del 14,8% de les famílies i el 19,2% de la població estaven per davall del llindar de pobresa.

## Fills il·lustres
- Theodore Dreiser (1871 - 1945), periodista i escriptor.

## Poblacions més properes
El següent diagrama mostra les poblacions més properes.